# Грб Луцерна
Грб Луцерна је званични симбол швајцарског кантона Луцерна. Грб датира из 1386. године.

## Опис грба
Грбови града и кантона Луцерн су слични и изведени су из традиционалне заставе града. Из неког разлога, распоред боја на грбу (и застави) су промјењиви, тако бијела половина може да се налази и на лијевој и на десној страни грба. 
Најстарија позната употреба грба је она на печату града из 1386. године, у којем се налази мали штит са грбом у средини печата.